# Gelbschulteramazone
Die Gelbschulteramazone (Amazona barbadensis) ist eine Papageienart aus der Unterfamilie der Neuweltpapageien. Die Grundfärbung des Gefieders dieser 33 Zentimeter groß und etwa 340 Gramm schwer werdenden Amazonenart ist grün, die Federn sind dabei schwarz gesäumt. Vom grünen Körpergefieder weicht insbesondere das Kopfgefieder ab. Die Stirn sowie der vordere Scheitel sind weiß, während die Kopfpartie rund um die Augen, der hintere Scheitel und das Kinn gelb sind. Gelb gefärbt sind auch der Flügelbug und die Schenkel. Die Art ist monotypisch, d. h., es werden keine Unterarten beschrieben. 
Das Verbreitungsgebiet der Gelbschulteramazone beschränkt sich auf zwei kleine Gebiete an der Küste im Norden Venezuelas sowie auf den Inseln Bonaire, Blanquilla und Margarita. Sie bewohnt hier trockene Küstengebiete mit einer niedrigen Vegetation, in der Kakteen dominieren. Sie ist ein typischer Nahrungsgeneralist und frisst Früchte, Samen und Blüten einer großen Zahl von Nahrungspflanzen, darunter auch die Früchte von Kakteen. Sie frisst daneben auch die auf landwirtschaftlichen Flächen angebauten Mango sowie Mais. 
Gelbschulteramazonen zählen zu den gefährdeten Amazonenarten. Wie bei vielen Amazonen ist auch der Bestand dieser Art durch umfangreiche Lebensraumzerstörungen und den Fang für den Handel gefährdet. 